# Úpa
Úpa (německy Aupa) je česká řeka pramenící v Krkonoších dva kilometry západně od Sněžky, na Bílé louce severně od Studniční hory poblíž česko-polské státní hranice. Pramen se nachází v Úpském rašeliništi v I. zóně Krkonošského národního parku. Jméno řeky, rozšířené jako hydronymum na evropském východě až k povodí řeky Oky, má původ buď baltoslovanský, anebo ještě starší (praindoevropský) a označuje vodní tok nebo proud. Délka toku je 78,7 kilometrů. Plocha povodí měří 513,1 km².

## Průběh toku

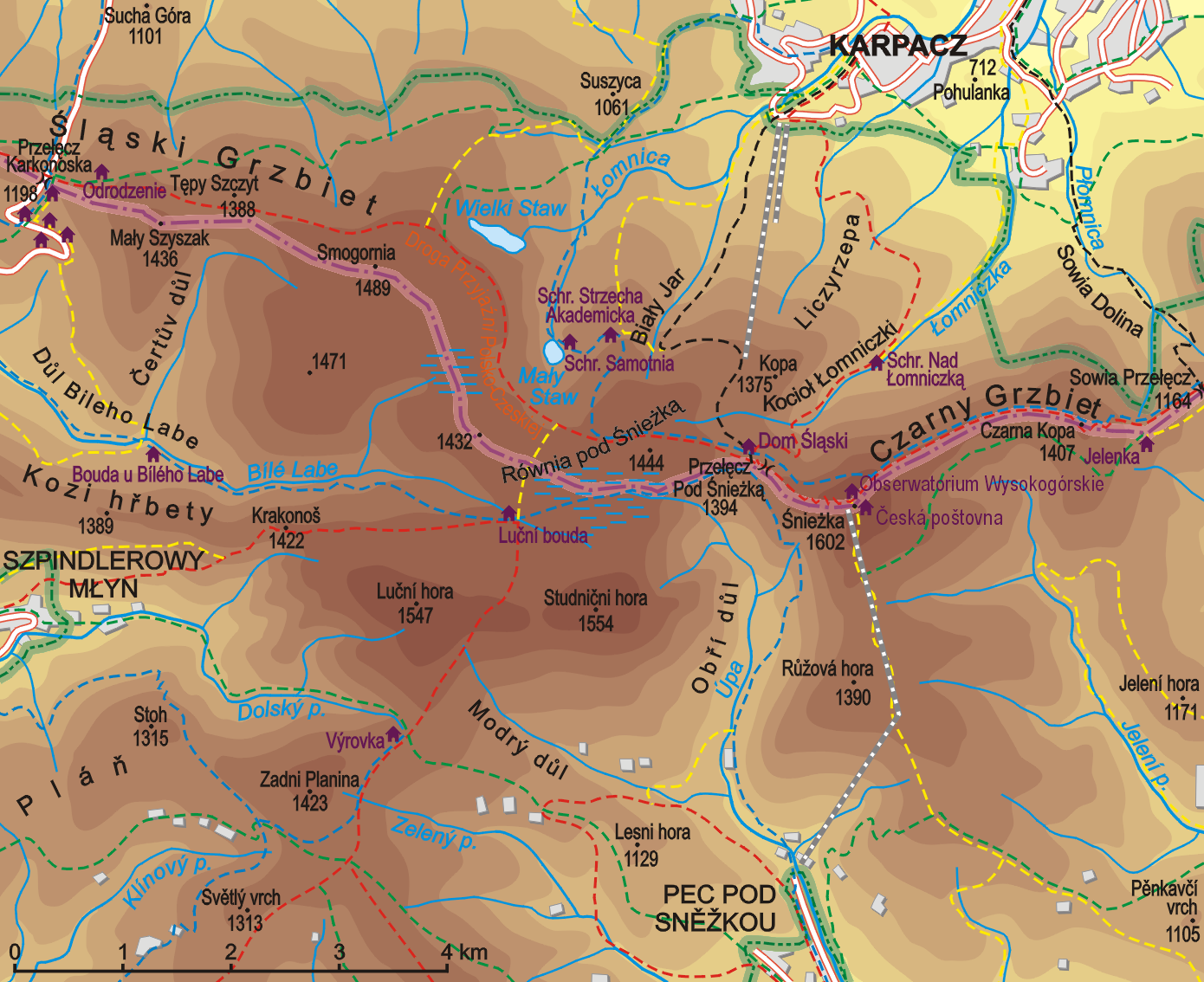
Sněžka, Úpa a Pec pod Sněžkou

Úpa je se svým prameništěm ve výšce 1432 metrů nad mořem nejvýše pramenící českou řekou; mezi trvalými vodními toky jí odnímá prvenství pouze Pramenný potok pramenící rovněž v Krkonoších. Nedaleko od svého prameniště spadá na Úpské hraně do Úpské jámy o téměř 400 m. V této části vytváří Horní úpský vodopád. Asi kilometr po proudu leží Dolní úpský vodopád, v místě, kde se do Úpy vlévá Rudný potok, jenž pramení na vrcholu Sněžky. Odtud míří k jihu Obřím dolem a Bukovým údolím do významného horského střediska Pece pod Sněžkou. V Peci se obrací k východu až jihovýchodu ke středisku Velká Úpa. Za Velkou Úpou se obrací k jihovýchodu a přijímá zleva řeku Malou Úpu, pod Hrádkem se vtéká do Temného Dolu a následně do Horního Maršova, kde přijímá Lysečinský potok (573,8 m n. m.) a otáčí se k jihu směrem k Dolnímu Maršovu a městu Svoboda nad Úpou.
Pod Svobodou opouští Úpa geomorfologický celek Krkonoše a vstupuje do Krkonošského podhůří, přesněji do Mladobucké vrchoviny. V Mladých Bukách opouští Úpa definitivně ochranné pásmo Krkonošského národního parku a otáčí se k jihovýchodu k největšímu městu na jejím toku – Trutnovu. Vstupuje tak do Trutnovské pahorkatiny. V Trutnově se na čtyři kilometry obrací k severovýchodu a u elektrárny Poříčí, kde přijímá zleva Ličnou, opět mění směr k jihovýchodu. Protéká Bohuslavicemi, pod nimiž velkým obloukem obtéká ostroh, dosahuje 39. kilometru a tím druhé poloviny svého toku. Protéká Suchovršicemi a ve městě Úpici přijímá zleva říčku Rtyňku. Zde údolí Úpy opouští silnice I/14, která ji doprovází z Mladých Buků. V Havlovicích přijímá Úpa zprava Maršovku, míjí místo někdejšího Regnerova mlýna, kde se narodil Josef Regner, postava pátera Havlovického v Jiráskově románu U nás. Do těchto míst zasadil svou postavu havlovického vodníka z Devatera pohádek Karel Čapek.[zdroj?]

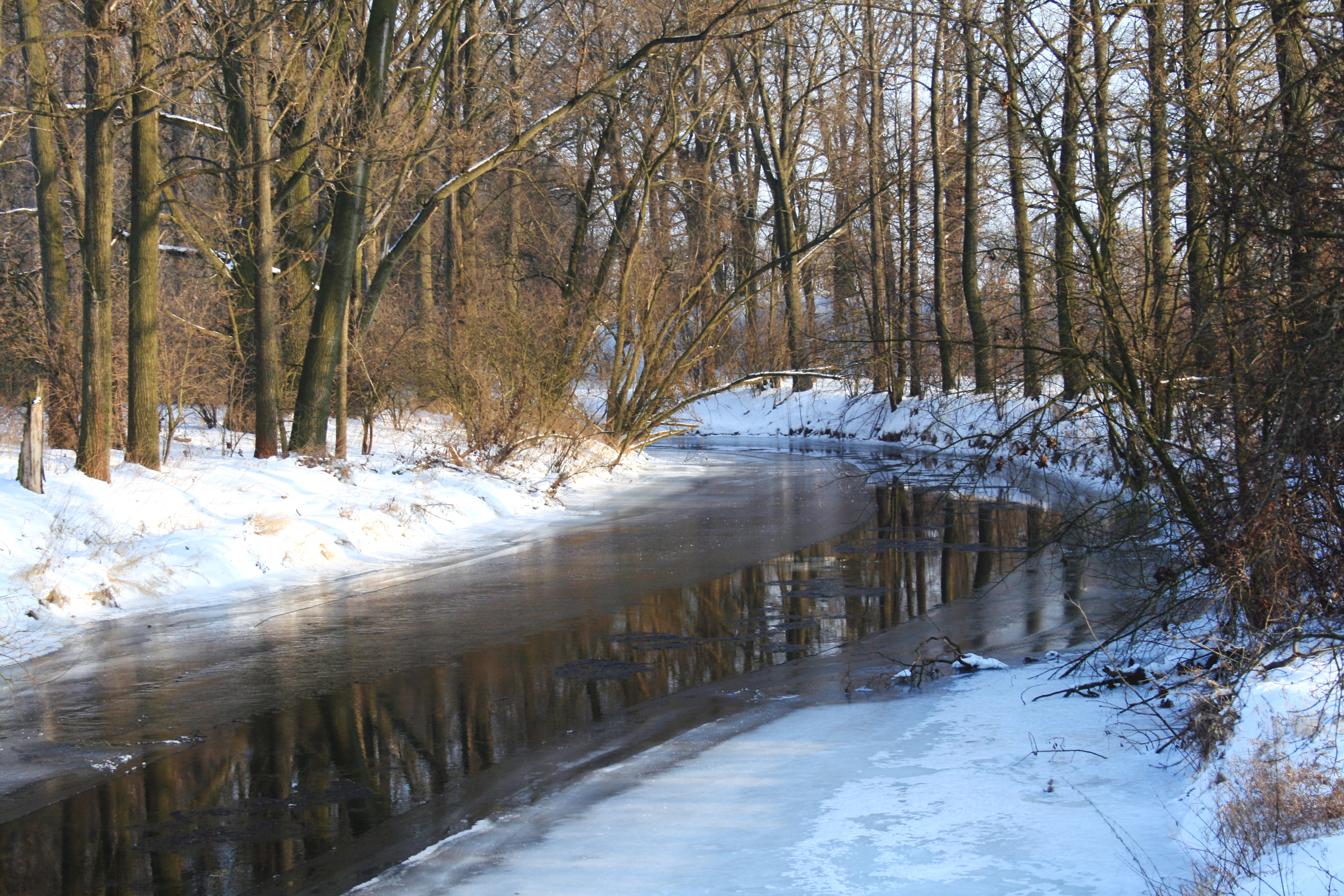
Úpa u Jaroměře v zimě

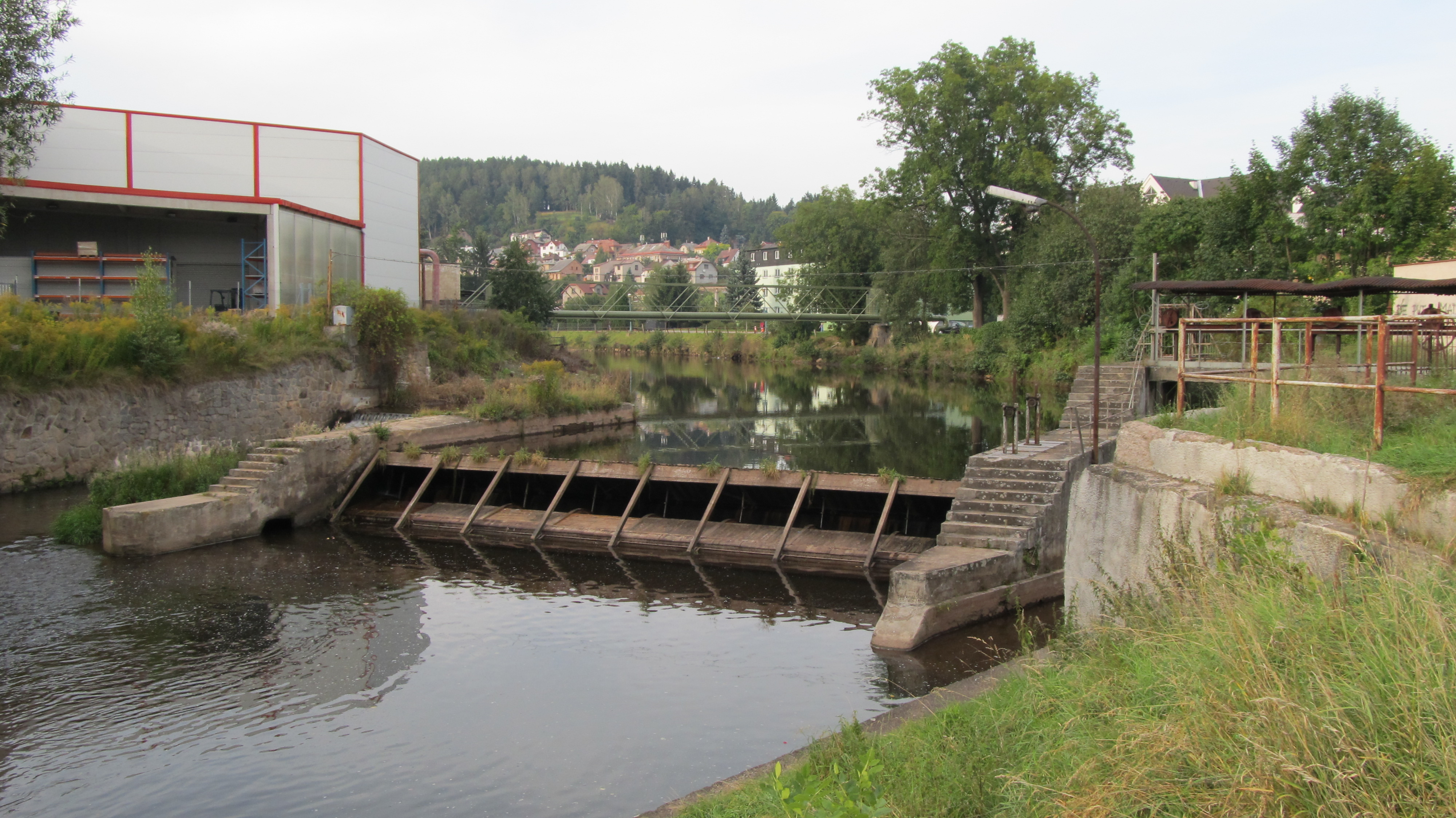
Splav na Úpě v Úpici

Od Havlovic, odkud až po Českou Skalici protíná Kocléřovský hřbet, nese údolí Úpy jméno Babiččino údolí podle Babičky, známého díla Boženy Němcové. Spisovatelka zde jako Barunka Panklová strávila své dětství. Na levém břehu Úpy mezi Havlovicemi a Ratibořicemi leží tři zříceniny středověkých hradů – Vízmburku, Červené Hory a Rýzmburku. Pod Boušínem se Úpa klikatí a pod Slatinským mlýnem je Babiččino údolí chráněno jako národní přírodní památka Babiččino údolí. V této části se nacházejí známá místa, např. Staré bělidlo, Viktorčin splav, zámek Ratibořice. V dolní části u Vilémova mostu přijímá Úpa vody Olešnice; nedaleko proti proudu odvádí část vody z řeky Úpský přivaděč, zásobující vodní nádrž Rozkoš. Voda z přehrady se již do Úpy nevrací, ale odtéká do rozšířeného koryta potoka Rozkoše, který ústí do Metuje. Voda pokračující korytem Úpy se s vodou z přehrady opět setkává až v Labi, do něhož Metuje spolu s Úpou ústí v Jaroměři, zhruba jeden kilometr od sebe.
Od Ratibořic teče Úpa k jihozápadu, opouští Krkonošské podhůří a Krkonošsko-jesenickou soustavu a vtéká do celku Orlická tabule, která je součástí České tabule; u Velkého Třebešova přijímá zprava Válovický potok, protéká pod Doubravicí a Zvolí. Ze Zvole teče pod Zvolskou strání, kde naposledy zrychlí svůj tok peřejemi a u Jaroměře ústí Úpa ve 250 m n. m. zleva do Labe (viz soutok Úpy a Labe), v němž jsou její vody odváděny do Severního moře.

### Sídla

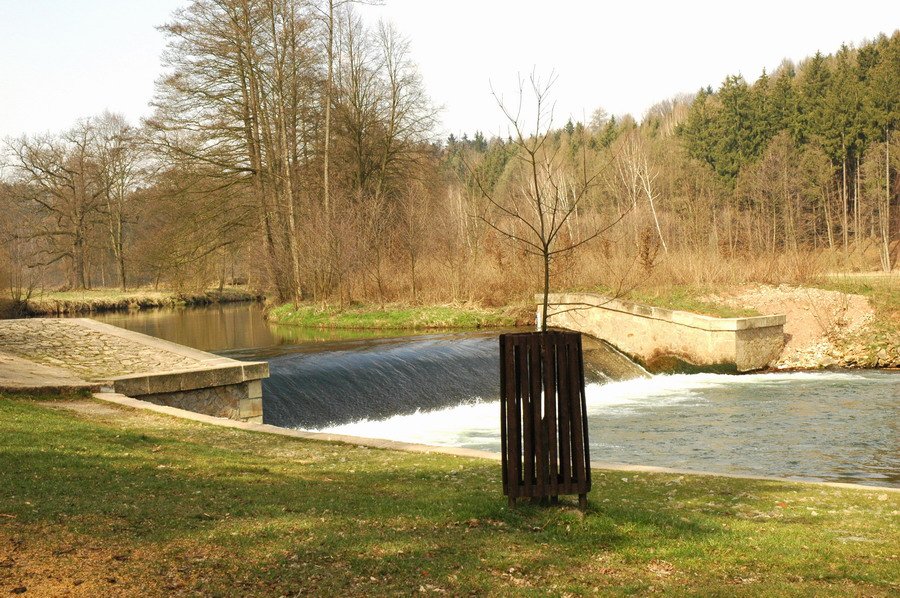
Viktorčin splav v Babiččině údolí mezi Ratibořicemi a Žernovem

Z významnějších sídel leží na toku Úpy Pec pod Sněžkou, Velká Úpa, Svoboda nad Úpou, Trutnov, Úpice, Česká Skalice, Zvole, Jaroměř.

### Přítoky
Důležitějšími přítoky (levý/pravý) jsou Rudný potok (L), Modrý potok (P), Zelený potok (P), Malá Úpa (L), Lysečinský potok (L), Babský potok (Trutina) (L), Ličná (L), Rtyňka (L), Maršovka (P), Olešnice (L) a Válovický potok (P).
Menšími přítoky (levý/pravý) v Krkonoších jsou např. Javoří potok (P), Vavřincův potok (P), Honzův ručej (P), Maxův potok (L), Luční potok (P), Černý potok (P), Modrokamenský potok (P), Černohorský potok (P), Janský potok (P), Kalná (Sejfský potok) (L), Zlatý potok (Sklenářovický potok) (L). V Trutnově do Úpy přitékají také Zelený potok (L), Kacíř (P), Novodvorský potok (L), Lhotecký potok (L) a Mlýnský potok (P). V Úpici to je Radečka (P), v Babiččině údolí Slatinský potok (P) a Hluboký potok (P). V Jaroměři potom Tůně (P).

## Vodní režim
Průměrný průtok Úpy u ústí činí 6,99 m³/s.

## Význam, využití a ochrana

### Mlýny
Mlýny jsou seřazeny po směru toku řeky.
- Regnerův mlýn – Havlovice, okres Trutnov, kulturní památka
- Rudrův mlýn – Ratibořice, okres Náchod, kulturní památka

### Význam
Úpa je vodohospodářsky významný tok, pstruhová voda nad ústím Lhoteckého potoka k pramenům. Vodácky využívaný je úsek Na Křižovatce po Trutnov 18 km, obtížnost WW III, od Trutnova po Ratibořice 32 km, obtížnost WW II, od Ratibořic po ústí 17 km, obtížnost WW I.

### Čistá horní Úpa
V roce 2007 byl představen projekt Čistá horní Úpa, který by měl ovlivnit kvalitu vody v Úpě. Projekt zahrnuje opravy stávající a vybudování nové kanalizační sítě, kterou by měla doprovázet modernizace a intenzifikace čistírny odpadních vod v Bohuslavicích nad Úpou. Na novou kanalizační síť mají být napojeny obce Horní Maršov, Janské Lázně, Svoboda nad Úpou, Mladé Buky a Trutnov.